# Mouvement lycéen contre la loi Fillon
La loi Fillon sur l'éducation a provoqué un mouvement de protestation en France entre décembre 2004 et avril 2005, notamment de la part de lycéens.
À la suite de ce mouvement, le projet de loi fut partiellement modifié : annulation de la réforme du baccalauréat.

## Contexte et prémices; le mouvement des enseignants
Depuis plusieurs années, l'Éducation nationale était au centre de vifs débats. En septembre 2003, Claude Thélot avait été chargé d'organiser un débat national sur l'avenir de l'école.
En octobre 2004, après plus d'un an, la synthèse du rapport Thélot est remise au Premier ministre Jean-Pierre Raffarin. Dès ce moment, l'UNL et la FIDL, les deux principaux syndicats lycéens, sont « pour le moins réservés sur ce texte, première étape de la future loi d’orientation sur l’école ».
Le SNES-FSU, rejoint par la FERC-CGT, appelle à une journée d'action le mardi 7 décembre, avant l'annonce de François Fillon du contenu de son projet de loi sur l'école, pour répondre aux « attaques contre le service public ».
Le 6 janvier 2005, des policiers et gendarmes effectuent des fouilles dans 1 200 collèges et lycées dits « difficiles ». Des lycéens commencent à manifester à Paris contre le projet de loi, avec des professeurs, le 20 janvier ; les principaux points de contestation sont la réforme du baccalauréat, la suppression des travaux personnels encadrés (TPE) et, plus classiquement, les « restrictions budgétaires ».
Le 1er février, 3 000 personnes (selon les organisateurs : la FIDL et une coordination de lycéens) manifestent autour du ministère de l'Éducation nationale.

## Manifestations lycéennes
Les coordinations se renforcent et la FIDL et l'UNL participent aux appels à manifester. Le 10 février, 100 000 lycéens défilent à travers la France. Après cette journée de fortes manifestations des lycéens, François Fillon assure sur France 3 qu'il « ne ferait pas une réforme du bac » tant que les craintes n'auront pas été dissipées à ce sujet. Les organisations de lycéens maintiennent néanmoins leur manifestation du 15 février, qui selon les organisateurs réunit 150 000 participants. Après quoi la FIDL quitte la coordination et cesse d'appeler à manifester.[réf. nécessaire]
Parallèlement, le Premier ministre décide une procédure d'urgence sur le projet de loi, modifié comme annoncé par F. Fillon.
Des manifestations moins importantes, à l'appel des coordinations et de l'UNL rassemblent plusieurs dizaines de milliers de lycéens, toujours selon les organisateurs. Le 5 mars, une coordination nationale est organisée dont les votes élargissent les revendications : en plus du retrait du plan Fillon, sont demandées, entre autres, la gratuité des trousseaux professionnels, la « restitution » de 90 000 postes dans l'éducation, etc. Le 8 mars : 200 000 lycéens auraient défilé, 165 000 selon la police.
Cette manifestation du 8 mars marque un tournant : les violences sur les manifestants et les passants que commettent des "casseurs", des "jeunes", selon la terminologie médiatique utilisée, contre des manifestants, déplacent le débat et perturbe l'état d'esprit des participants (Cf. infra). Le mouvement était à son apogée, et commence à décliner.
L'UNL cesse alors d'appeler à manifester. Le 10 mars est, selon les organisateurs, un succès, puisque l'atmosphère de grève lancée par le mouvement lycéen et l'appel à la grève interprofessionnelle lancé par les principaux syndicats de salariés pour le pouvoir d'achat entrainent des manifestations dans toute la France, avec un million de salariés. Les manifestations diminuent ensuite progressivement.
Le volet sur le baccalauréat avait été rapidement retiré alors que le mouvement était encore en phase ascendante. Le reste du texte fut adopté le 23 avril 2005. Le mouvement connaît ses derniers soubresauts à Toulouse. Le dernier appel à manifester contre la loi Fillon qui suit concerne la grève de l'Éducation nationale, le 12 mai. Les anciens ministres de l'Éducation nationale Luc Ferry et Jack Lang utilisent la même métaphore pour caractériser les mouvements de lycéens : « Les lycéens, c'est comme le dentifrice : quand ils sont sortis du tube, on ne peut plus les faire rentrer. »

### La manifestation du 8 mars
À Paris, des manifestants sont agressés et/ou détroussés (habits de marque, argent, portables, etc.), voire « lynchés ». Les agresseurs (surnommés « casseurs » dans les médias) sont au départ peu nombreux, mais finissent par être entre sept cents et mille dont trois cents très actifs selon la police. Avec un effectif de deux cents policiers en civil et deux mille en tenue mobilisés, elle procède à 32 arrestations. Des lycéens affirment que la police les a empêchés de fuir la manifestation, afin de « casser » le mouvement. La police justifiera plus tard son attitude par le risque d'un « effet de panique », qui aurait entraîné selon elle de plus graves conséquences. SOS Racisme, qui assurait une partie de service d'ordre de la manifestation, avec certains syndicats étudiants, ira jusqu'à estimer que même les « agressés peuvent réagir contre la police ». La FSU et l'UNSA estimeront aussi que les agresseurs ne sont pas reconnaissables, une fois entrés dans le cortège.
Des représentants de la coordination lycéenne qui suit accuse la police de passivité et affirme qu'il ne faut pas stigmatiser les « casseurs ». Selon elle, leur comportement est dû au fait qu'ils seraient souvent pauvres et victimes de racisme. Il s'agirait, plus ou moins consciemment, de vengeance sociale. Un article du journaliste Luc Bronner paru dans le quotidien français Le Monde a provoqué une controverse médiatico-politique en France quant à la labellisation « anti-Blancs », ainsi que les mobiles raciaux et xénophobes de ces violences. Dans cet article, un agresseur affirme « se venger des Blancs », qui s'expliquer par « un mélange de racisme et de jalousie sociale » selon Luc Bronner. À la suite de cet article, sept personnalités réputées « proches » de la gauche ont lancé, le 25 mars 2005, un « appel contre les violences anti-blancs » vite surnommé en « Appel contre les ratonnades anti-Blancs », appel soutenu et relayé par le mouvement sioniste de gauche Hachomer Hatzaïr et la radio communautaire juive Radio Shalom. Une commission d'enquête sénatoriale a été proposée, destinée à trouver des explications sur le nombre, la violence et le racisme supposé des casseurs, ainsi que sur le rôle de la police. La résolution n'a néanmoins pas été adoptée.

## Autres actions
Une coordination nationale lycéenne se déroule le 12 mars et appelle à des blocages de lycées et des « actions d'éclat ». Les occupations de lycées ou d'autres bâtiments de l'Éducation nationale (rectorats, annexe du ministère, etc.) se multiplient. Parfois, des élèves décident de rester à l'intérieur de leur lycée après les cours. D'autres vont alors chercher de la nourriture, des guitares, etc. Ces occupations durent généralement une soirée, occasionnellement toute une nuit, voire plusieurs nuits, avec un équipement de couchage. Selon eux, l'occupation a un rôle symbolique, permettant d'affirmer que le lycée appartient aux lycéens. Des tracts sont parfois réalisés avec le matériel du lycée occupé.
Des blocages ont lieu : le verrouillage de l'entrée d'un lycée, le but étant de « se faire entendre » par une action forte, et d'agir pour que les lycéens et professeurs qui ne se sentent pas concernés par la loi Fillon le soient, pour leur proposer de rejoindre le mouvement. Des lycéens viennent très tôt avec des chaînes et cadenassent quelques portes, faisant ensuite barrage devant l'entrée principale. Quand les autres lycéens et les professeurs arrivent, ils ne peuvent pas passer et reçoivent des tracts. Dans certains lycées, des brutalités interviennent entre ceux qui bloquent l'entrée et ceux qui, politiquement ou non, tiennent à rentrer ; en particulier lorsque la période du baccalauréat se rapproche. Des blocages partiels interviennent : les terminales peuvent passer mais pas les secondes et les premières. La coordination assure que sept cents lycées ont été bloqués.
Ces actions se multiplient au fur et à mesure de la lassitude des manifestations, dans une volonté de décentralisation et d'autonomie. On voit à partir de mi-avril des agents de la Direction centrale des Renseignements généraux arriver par groupe de deux ou trois devant tous les lycées mobilisés pour essayer de collecter des informations sur les actions lycéennes à venir. Après le 8 mars, les lycéens parisiens voient comme autre avantage à ces actions la prévention des vols avec violence durant les manifestations.
Le mouvement faiblit et se radicalise simultanément. Les syndicats qui avaient pris en main le mouvement, l'UNL et la FIDL, sont débordés par la coordination lycéenne (modèle de fédéralisme et d'auto-gestion de la lutte, ce mouvement débouchera sur la création des premiers SUD Lycéen), plus politisée. Les blocages connaissent leur point culminant le 7 avril par une « journée nationale de blocage » appelée par la coordination, avec 370 lycées bloqués sur 2 600 selon la FIDL. Les interventions des forces de l'ordre sont parfois « musclées ».
Les occupations de lycées sont suivies de quelques autres occupations plus spectaculaires : le 7 avril les rectorats de Paris et de Rennes sont envahis par des manifestants ; le 12 avril, l'inspection académique à Bobigny ; le 20 avril une annexe du ministère de l'Éducation à Paris (occupation qui s'est conclue par cent soixante gardes à vue). Une autre action, au viaduc de Millau (Aveyron) le 28 mars, est organisée par des lycéens de Millau, Montpellier et Rodez, consistant en une opération de péage gratuit. La compagnie Eiffage assigne au tribunal de grande instance une quinzaine de lycéens, parents d’élèves, enseignants et militants, demandant 23 000 euros de dédommagements. En novembre 2005, la pression lui fait retirer sa plainte.

## Affrontements
Des barrages de CRS et de gardes mobiles avec utilisation de gaz lacrymogènes se multiplient sur le parcours des manifestations lycéennes qui sortent du parcours prévu, comme à la Réunion, à Paris ou à Toulouse. À Lille, lors d'une manifestation, un lycéen est assommé, ce qui fait courir la rumeur qu'il y a un mort.
Plusieurs centaines de lycéens sont arrêtés lors des différentes actions lycéennes, la plupart relâchés au bout de quelques heures. Des avocats de lycéens utilisent le terme de « rafles » pour ces arrestations. Des lycéens se plaignent d'avoir été humiliés par des déshabillages, insultés ou frappés (y compris après l'arrestation). Le 31 mai, devant les caméras la gendarmerie mobile évacuent brutalement des lycéens et des avocats de l’enceinte du Palais de Justice.[réf. nécessaire]

## Collectif de soutien
Des manifestations sont organisées par le Collectif de soutien, qui dénonce la « répression » dont ont été victimes les lycéens. Une pétition est signée en « soutien aux victimes de la répression du mouvement lycéen ».
Des dizaines de procès suivent, dont une part importante contre des militants politiques radicaux : plusieurs JCR (dont Pauline, meneuse du mouvement, qui affirme avoir reçu des coups durant des interrogatoires nocturnes), un militant d'Alternative libertaire (Samuel Morville), un syndiqué à SUD, un militant du PCF, etc. Samuel Morville, meneur lycéen, est arrêté et condamné à cinq mois de prison avec sursis et 500 euros d'amende pour « outrage à personne dépositaire de l'autorité publique » (ce militant d'Alternative libertaire a été reconnu coupable d'avoir craché sur des policiers). Lors de son procès, assez médiatisé, deux témoignages de la défense sont refusés. Le 23 mars, deux lycéens du Mans sont condamnés en comparution immédiate à deux mois de prison ferme pour jet de projectiles.
En tout, c'est une quarantaine de personnes qui sont passées en jugement, accusés de violences à agents ou de dégradations de biens. En février 2006, huit personnes arrêtées (avec deux cents personnes) le 20 avril lors de l'occupation de l'annexe du ministère de l'Éducation sont reconvoquées au commissariat. Elles sont placées en garde à vue plusieurs heures, puis relâchées. En juin, soit un an et deux mois après les faits, elles apprennent qu'elles sont mises en examen, rejoignant les neuf personnes qui l'étaient déjà.
Pour les soutenir, un « comité de soutien aux victimes de la répression du mouvement lycéen » se constitue, mené par la FCPE de Paris (association de parents d'élèves), pour rédiger des tracts, signer une pétition et organiser des réunions et des manifestations. Le collectif de soutien contient de nombreuses organisations politiques (Alternative libertaire, JCR, JC, LCR, PCF, Les Verts, LO, etc.) syndicales (UNEF, CGT, etc.) et associatives (Justice action libertés - association de personnes travaillant dans le droit, Ligue des droits de l'homme, etc.).